# David Jenkins (kunstschaatser)
David Wilkinson Jenkins (Akron, 29 juni 1936) is een Amerikaans voormalig kunstschaatser. Hij nam deel aan twee Olympische Winterspelen: Cortina d'Ampezzo 1956 en Squaw Valley 1960. Jenkins was drievoudig wereldkampioen en won olympisch goud en brons. Zijn oudere broer Hayes Alan Jenkins was ook een succesvol kunstschaatser en bemachtigde in 1956 de olympische titel.

## Biografie
Jenkins nam op zijn zeventiende deel aan de WK van 1954. Hij werd er vierde, en bemachtigde de twee jaren erna op de WK telkens de bronzen medaille. Op de Olympische Winterspelen in Cortina d'Ampezzo (1956) veroverde Jenkins' oudere broer Hayes de olympische titel, hijzelf was derde achter zijn broer Hayes en zijn landgenoot Ronnie Robertson. Vanaf 1957, toen zijn broer was gestopt met kunstschaatsen, domineerde Jenkins bij de internationale kunstschaatskampioenschappen.
De viervoudig Amerikaans kampioen was in 1957 Noord-Amerikaans kampioen en van 1957 tot en met 1959 wereldkampioen. Jenkins won in 1960 op de Olympische Winterspelen in Squaw Valley olympisch goud. Tijdens zijn sportieve carrière begon hij aan de studie geneeskunde. Hij brak deze kort af om te kunnen toeren met de Ice Follies. In 1963 behaalde hij zijn diploma, waarna hij als arts aan de slag ging. Jenkins is gehuwd, heeft een gezin en was onder meer aanwezig als teamarts bij de WK van 1983.

## Belangrijke resultaten
| Kampioenschap                  | 53/54  | 54/55  | 55/56 | 56/57 | 57/58 | 58/59 | 59/60 |
| ------------------------------ | ------ | ------ | ----- | ----- | ----- | ----- | ----- |
| Olympische Spelen              |        |        | Brons |       |       |       | Goud  |
| Wereldkampioenschap            | 4e     | Brons  | Brons | Goud  | Goud  | Goud  |       |
| Noord-Amerikaans kampioenschap |        | Zilver |       | Goud  |       |       |       |
| Nationaal kampioenschap        | Zilver | Zilver | Brons | Goud  | Goud  | Goud  | Goud  |

1908: Ulrich Salchow ·
1920: Gillis Grafström ·
1924: Gillis Grafström ·
1928: Gillis Grafström ·
1932: Karl Schäfer ·
1936: Karl Schäfer ·
1948: Richard Button ·
1952: Richard Button ·
1956: Hayes Alan Jenkins ·
1960: David Jenkins ·
1964: Manfred Schnelldorfer ·
1968: Wolfgang Schwarz ·
1972: Ondrej Nepela ·
1976: John Curry ·
1980: Robin Cousins ·
1984: Scott Hamilton ·
1988: Brian Boitano ·
1992: Viktor Petrenko ·
1994: Aleksej Oermanov ·
1998: Ilja Koelik ·
2002: Aleksej Jagoedin ·
2006: Jevgeni Pljoesjtsjenko ·
2010: Evan Lysacek ·
2014: Yuzuru Hanyu ·
2018: Yuzuru Hanyu ·
2022: Nathan Chen
- Gemeinsame Normdatei: 1191565130
- Library of Congress Control Number: no2014157459
- Nederlandse Thesaurus van Auteursnamen: 073645796
- SNAC: w6281t2d
- Virtual International Authority File: 116101922